# Fernando Moreno López
Fernando Moreno López (Madrid, 8 de maig de 1973) és un exfutbolista madrileny que jugà de migcampista.

## Carrera esportiva
Es va formar al planter del Rayo Vallecano, tot i que només va jugar 4 partits amb el primer equip: 1 la temporada 93/94 i 3 la temporada 95/96, tots ells a la màxima categoria.
Per contra, sí que gaudiria de minuts i continuïtat en diversos equips de la Segona Divisió de finals de la dècada dels 90, com al Real Jaén (97/98, 34 partits) o el Getafe CF (99/01, 54 partits).